# I Hope They Serve Beer in Hell (boek)
I Hope They Serve Beer in Hell is het eerste non-fictieboek van Tucker Max. Het boek debuteerde op de eerste positie in de New York Times-bestsellerslijst in 2006, en staat al vanaf dit jaar elk jaar op deze lijst. Er zijn meer dan een miljoen exemplaren (anno 2011) wereldwijd verkocht, waaronder 400.000 exemplaren alleen al in 2009. Dankzij het succes van het boek werd I Hope They Serve Beer in Hell verfilmd in een gelijknamige speelfilm.
Het boek bevat gedetailleerde anekdotische verhalen, die meestal draaien om drank en seks, samengesteld uit korte verhalen die verteld worden uit het oogpunt van de schrijver. Er worden thema's aangehaald zoals de mening van de auteur over vrouwen, drank (vaak overmatig), het beledigen van mensen en gênante seksuele ontmoetingen.
De opvolger, Assholes Finish First, werd uitgebracht door Simon & Schuster op 28 september 2010.